# Палубний теніс

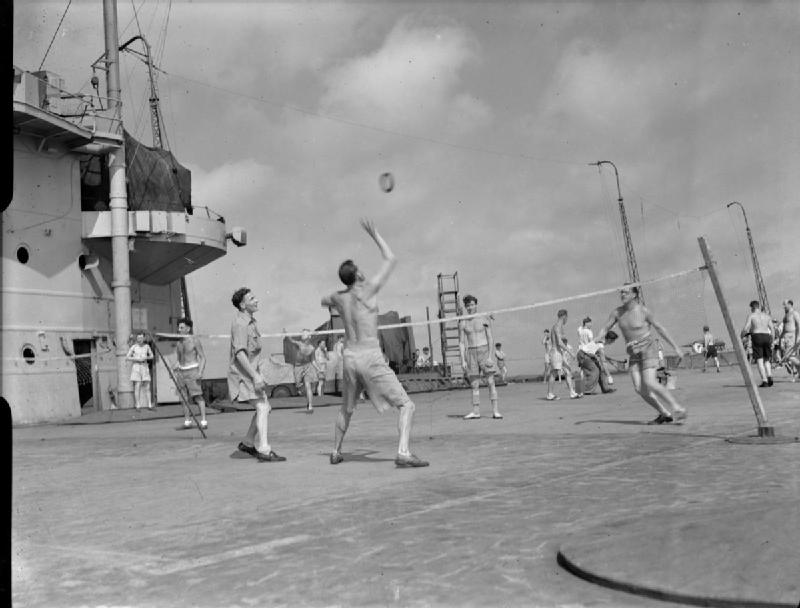
Чоловіки грають у палубний теніс на борту HMS «Нестримний» під час Другої світової війни

Палубний теніс (англ. Deck tennis) — вид спорту, яким моряки займаються на палубах вантажних та пасажирських суден. Спорт є гібридом між тенісом та Quoits, і в нього грають або гумовим диском, або кільцем, або кільцем такого ж розміру на мотузці. Цей вид спорту був стандартизований і оформлений у кількох країнах під такими назвами, як «теннікойт» або «ринг-теніс».
Американські джерела 1930-х та 1940-х років приписують виникнення, або, принаймні, офіційне встановлення гри Клів Ф. Шафферу.  У 1981 році Маріано Еррера та Алехандро Нуг з Аргентини виграли перший і єдиний чемпіонат світу з палубного тенісу, який проводився на сонячних пляжах Пунта-дель-Есте, Уругвай.

## Правила
Більшість ігор палубного тенісу, на відміну від офіційної форми теннікойту, є неформальними і без встановлених правил чи керівного органу, тому правила, як правило, змінюються. Зазвичай в нього грають на майданчику довжиною приблизно від 40 до 50 футів (11 до 14 м) і завширшки від 15 до 20 футів (5 до 7 м), і в нього можна грати як в одиночному, так і в парному розряді.  Сітка, як правило, висока, або ще вище, ніж у тенісна сітка. Мета гри - подати (кинути) кільце на майданчик суперника, і суперник намагається зловити його до того, як воно впаде, і негайно кинути його назад з тієї самої позиції, де його спіймали, із набраним очком, коли гравцю вдалося кинути кільце на сторону корту суперника.
Система підрахунку очок зазвичай така ж, як і у звичайний теніс: Любов, 15, 30, 40, Двійка, Перевага, Гра. Це на відміну від теннікойту, де сети розігруються на 21 окремий бал, подібно до бадмінтону.

## У народній культурі
У 1936 році фільму «Пікаділлі Джим» Роберта Монтгомері зображено гру палубного тенісу романтичного суперника «лорда Фредерік Пріори» (актор Ральфа Форбес) на палубі океанського лайнера.